# Silver River Flume
Silver River Flume is een log flume in het Spaanse pretpark PortAventura Park. De attractie werd samen geopend met het park in 1995.

## Thema
De attractie start in het gebouw van The Silver River Milling & Lumber Co., gelegen aan de rivier de Colorado. Verder is de attractie niet zichtbaar vanop de wandelpaden in het park. Wel is ze te zien vanuit de achtbaan El Diablo.

## Beknopte beschrijving
De attractie heeft 3 drops, 2 ervan zijn kleine en 1 is een grote drop. De attractie kruist tevens het parcours van de achtbaan El Diablo, Tren de la Mina.
| Pretpark           | PortAventura   |
| Themagebied        | Far West       |
| Hoogte             | 16 m           |
| Maximale snelheid  | 55 km/h        |
| Capaciteit         | 1500 pers./uur |
| Foto/video on ride | Ja/nee         |
| Express            | Ja             |

## Trivia

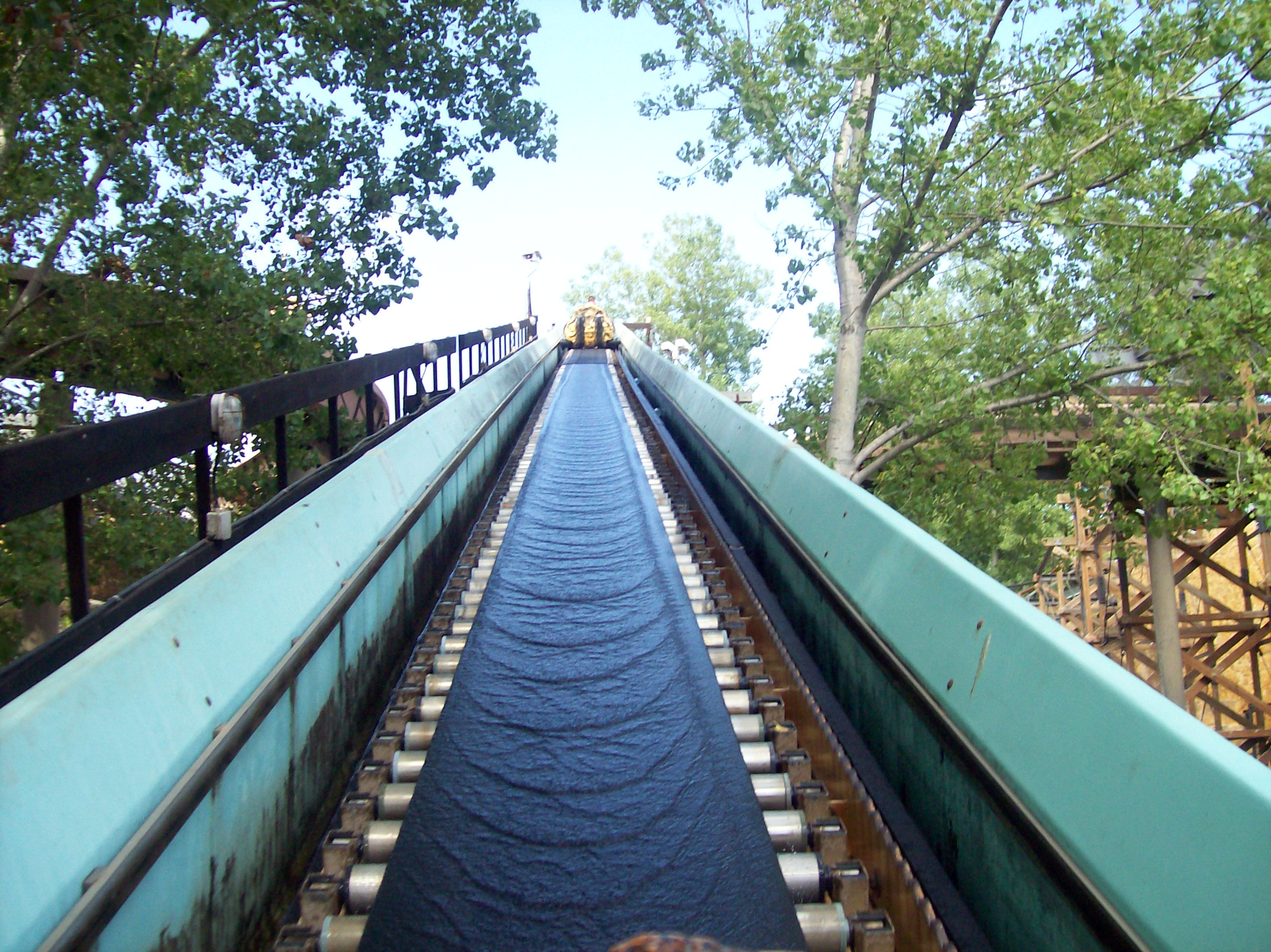
De optakeling van de Silver River Flume

- Tijdens de zomermaanden is de attractie heel populair omdat mensen er zeker nat in worden.
- De foto wordt genomen tijdens de laatste drop.